# Condado de Upton
O Condado de Upton é um dos 254 condados do estado americano do Texas. A sede do condado é Rankin, e sua maior cidade é McCamey.
O condado possui uma área de 3 216 km² (dos quais 0 km² estão cobertos por água), uma população de 3 404 habitantes, e uma densidade populacional de 1 hab/km² (segundo o censo nacional de 2000).
O condado foi fundado em 1887.